# Distretto di Thap Put
Il distretto di Thap Phut (in thailandese: ทับปุด) è un distretto (amphoe) della Thailandia, situato nella provincia di Phang Nga.